# Стоян Димитров (ботаник)
Вижте пояснителната страница за други личности с името Стоян Димитров.
Стоян Генчев Димитров е български ботаник, професор.

## Биография
Роден е на 28 август 1918 г. в село Радовци, област Габрово. През 1938 г. завършва гимназия в Габрово, а през 1942 г. завършва Агрономо-лесовъдният факултет на Софийския университет. През 1943 г. е стажант в млекарско училище в Брезник. В 1944 г. е офицер на фронта, където е тежко ранен. От 1947 г. е асистент в Агрономо-лесовъдния факултет на Пловдивския университет, а от 1952 г. доцент в Катедра „Ботаника“ на Висшия селскостопански институт. През 1958 г. е заместник-ректор на Института. През 1962 г. е избран за професор по ботаника. През 1975 г. получава научната степен „Доктор на биологическите науки“ и званието „Заслужил деятел на науките“. В периода 1975 – 1983 г. е ръководител на Катедрата по ботаника във Висшия селскостопански институт. Умира през 1994 г.